# Le Mouret
Le Mouret (Freiburger Patois Mourèⓘ) ist eine politische Gemeinde im District de la Sarine (deutsch: Saanebezirk) des Kantons Freiburg in der Schweiz. Der frühere deutsche Name Muret (für den Weiler Le Mouret) wird heute nicht mehr verwendet. Die Gemeinde wurde am 1. Januar 2003 als Zusammenschluss der früheren Gemeinden Bonnefontaine, Essert (FR), Montévraz, Oberried (FR), Praroman und Zénauva gegründet.

## Geographie
Le Mouret liegt auf 754 m ü. M., 7 km südlich der Kantonshauptstadt Freiburg (Luftlinie). Die Gemeinde erstreckt sich in der Talmulde des Ruisseau du Pontet, im voralpinen Hügelgebiet des Freiburger Mittellandes, am Nordfuss des Höhenzugs der Berra. Le Mouret gehört zur Agglomeration Freiburg, dem urbanen Umland der Stadt Freiburg.
Die Fläche des 18,5 km² grossen Gemeindegebiets umfasst einen Abschnitt des höheren Freiburger Mittellandes am Alpennordrand. Das gesamte Gemeindegebiet wird vom Nesslerabach zur Ärgera (französisch: Gérine) entwässert. Dieser Bach setzt sich aus dem Wasser zahlreicher im Burgerwald am Nordhang des Petit Cousimbert entspringender Quellbäche zusammen: von Westen nach Osten sind dies der Ruisseau du Pontet, der Dorfbach von Zénauva (Ruisseau de Zénauva), der Ruisseau de Montécu und der Rüedigrabebach (bildet die östliche Grenze des Gemeindegebietes).
Die südliche Grenze verläuft auf dem Bergkamm zwischen dem Petit Cousimbert (mit 1530 m ü. M. der höchste Punkt von Le Mouret) und der Chrüzflue (1263 m ü. M.). Der Nordhang dieses Kammes ist dicht bewaldet (Burgerwald) und durch die Erosionstälchen der verschiedenen Bäche untergliedert. Nördlich an den Waldhang schliesst eine teils bewaldete, teils mit Wiesen und Weiden bedeckte Hügelzone an, die in der Feyla 1087 m ü. M. erreicht und wiederum durch die Quellbäche des Nesslerabachs stark gegliedert ist. Weiter nordwärts folgen das bis zu 1 km breite Talbecken des Ruisseau du Pontet, das Hauptsiedlungsgebiet der Gemeinde Le Mouret, und die Wiesenhöhe von Praroman (792 m ü. M.). Nach Westen reicht der Gemeindeboden in eine Talmulde südlich des Bois d'Amont und auf den Waldhügel Bois-Derrey (887 m ü. M.). Von der Gemeindefläche entfielen 1997 7 % auf Siedlungen, 43 % auf Wald und Gehölze, 49 % auf Landwirtschaft, und etwas weniger als 1 % war unproduktives Land.
Le Mouret ist eine Streusiedlungsgemeinde bestehend aus einer Reihe von Dörfern und Weilern, die vor der Fusion durch die zahlreichen Gemeindegrenzen teilweise aufgespaltet und verschiedenen Gemeinden zugeordnet waren:
- Praroman, 779 m ü. M., auf einer Anhöhe nördlich des Ruisseau du Pontet, 1165 Einwohner
- Le Moulin-à-Bentz, 740 m ü. M., am Ruisseau du Pontet
- Le Mouret, 753 m ü. M., am Ruisseau du Pontet, Sitz der Gemeindeverwaltung und Hauptort der Gemeinde, früher zu Praroman gehörend
- Le Pafuet, 741 m ü. M., im Talboden südlich des Ruisseau du Pontet
- Essert (FR), 820 m ü. M., am Ostabhang des Waldhügels Bois-Derrey, 259 Einwohner
- Montévraz-Dessous, 871 m ü. M., am Nordfuss des Petit Cousimbert, 529 Einwohner
- Montévraz-Dessus, 909 m ü. M., am Nordfuss des Petit Cousimbert
- Montemblon, 798 m ü. M., auf der Anhöhe zwischen dem Ruisseau du Pontet und dem Dorfbach von Zénauva
- Zénauva, 799 m ü. M., im Tal des Dorfbachs, 142 Einwohner
- Oberried (FR), 806 m ü. M., auf einer Geländeterrasse nördlich der Feyla, 154 Einwohner
- Montécu, 765 m ü. M., am Hang westlich des Ruisseau de Montécu
- Bonnefontaine, 767 m ü. M., am Hang östlich des Ruisseau de Montécu, 507 Einwohner

Ferner gehören zahlreiche Einzelhöfe und Hofsiedlungen zu Le Mouret. Nachbargemeinden von Le Mouret sind Villarsel-sur-Marly, Tentlingen, Sankt Silvester, Plasselb, La Roche, Treyvaux, Ferpicloz und Bois-d’Amont.

Luftbild (1964)

## Bevölkerung
Mit 3323 Einwohnern (Stand 31. Dezember 2023) gehört Le Mouret zu den mittelgrossen Gemeinden des Kantons Freiburg. Von den Bewohnern sind 88,3 % französischsprachig, 8,9 % deutschsprachig, und 0,9 % sprechen Portugiesisch (Stand 2000). Die Bevölkerungszahl von Le Mouret belief sich 1900 auf 1489 Einwohner (alle früheren Gemeinden eingeschlossen). Im Verlauf des 20. Jahrhunderts pendelte die Bevölkerungszahl im Bereich zwischen 1470 und 1670 Personen. Seit 1970 (1542 Einwohner) wurde ein deutliches Bevölkerungswachstum verzeichnet. Das Hauptwachstum beschränkt sich auf das Dorf Praroman und die Siedlung Le Mouret, während die restlichen Dörfer nur langsam wachsen.
Entwicklung seit 2010: 2010 2919 Einwohner, 2015 3073 Einwohner, 2020 3148 Einwohner, 2023 3323 Einwohner (Stand jeweils 31. Dezember).

## Persönlichkeiten
- Jean-Claude Kolly (* 1961), Schweizer Dirigent
- Nicolas Kolly (* 1986), Schweizer Politiker (SVP)

## Wirtschaft
Le Mouret war bis in die zweite Hälfte des 20. Jahrhunderts eine vorwiegend durch die Landwirtschaft geprägte Gemeinde. Früher wurden entlang der Bäche verschiedene Mühlen, Sägereien und Schmieden betrieben. Im 19. Jahrhundert war die Strohflechterei weit verbreitet. Noch heute haben die Milchwirtschaft und die Viehzucht sowie in geringerem Mass der Ackerbau einen gewissen Stellenwert in der Erwerbsstruktur der Bevölkerung.
Zahlreiche weitere Arbeitsplätze sind im lokalen Kleingewerbe und im Dienstleistungssektor vorhanden. In Le Mouret auf dem Gemeindegebiet von Ferpicloz bestand seit dem 17. Jahrhundert eine Ziegelei. Grössere Gewerbezonen gibt es heute im Talboden des Ruisseau du Pontet bei Le Mouret und Le Moulin-à-Bentz. In der Gemeinde sind vor allem Unternehmen des Bau- und Transportgewerbes sowie der Holzverarbeitung, des Holzbaus und der Informatik vertreten. In den letzten Jahrzehnten hat sich das Dorf auch zu einer Wohngemeinde entwickelt. Viele Erwerbstätige sind deshalb Wegpendler, die hauptsächlich in der Region Freiburg arbeiten.
Oberhalb von Oberried befindet sich das Institut Les Peupliers (früher Sonnenwil genannt), das ein Alters- und Pflegeheim sowie eine Anstalt für Schwererziehbare beherbergt. Das Schloss Grande Riedera bei Essert dient als Kulturzentrum.

## Verkehr
Die Gemeinde ist verkehrstechnisch recht gut erschlossen. Die Siedlung Le Mouret liegt an der Hauptstrasse von Freiburg via La Roche nach Bulle. Durch die Buslinien der Transports publics fribourgeois, die von Freiburg via La Roche nach Bulle respektive nach Jaun sowie von Freiburg nach Bonnefontaine verkehren, ist Le Mouret an das Netz des öffentlichen Verkehrs angebunden. Essert, Montévraz, Zénauva und Oberried besitzen keinen direkten Anschluss an den öffentlichen Verkehr.

## Geschichte
Auf dem Gemeindegebiet von Le Mouret hatte seit dem Mittelalter das Kloster Hauterive reichen Grundbesitz und Rodungsrechte in den Wäldern. Weitere Güter gehörten den Herren von Arconciel, von Ependes und von Marly. Im Verlauf des 15. Jahrhunderts gelangte das gesamte Gemeindegebiet unter die Herrschaft von Freiburg und wurde der Alten Landschaft (Burgpanner) zugeordnet. Nach dem Zusammenbruch des Ancien Régime (1798) gehörten die Dörfer von Le Mouret während der Helvetik zum Bezirk La Roche und ab 1803 zum Bezirk Freiburg, bevor sie 1848 mit der neuen Kantonsverfassung in den Saanebezirk eingegliedert wurden.
Im Jahr 1996 entstand die Idee einer grossflächigen Gemeindefusion. Am 13. Juni 2002 votierten die Stimmberechtigten sämtlicher Gemeinden mit einem Ja-Anteil von durchschnittlich 75 % für die Fusion. Mit Wirkung auf den 1. Januar 2003 wurden deshalb die vorher selbständigen Gemeinden Bonnefontaine, Essert (FR), Montévraz, Oberried (FR), Praroman und Zénauva zusammengelegt. Die neue Gemeinde erhielt den Namen Le Mouret, nach der Gewerbesiedlung, an der Praroman, Zénauva, Essert und Ferpicloz Anteil hatten. Letzteres beteiligte sich zu Beginn ebenfalls am Fusionsprojekt, schied aber später aus und bildet noch heute eine eigenständige Gemeinde. Der Name Le Mouret stand schon vor der Fusion für verschiedene interkommunal geführte Organisationen und Sportclubs.